# Гостев, Денис Александрович
Денис Александрович Гостев (род. 1 апреля 1978) — российский хоккеист, защитник.

## Биография
Воспитанник петербургского СКА. В сезонах 1994/95 — 1998/99 играл за фарм-клуб «СКА-2». 13 марта 1997 года дебютировал в составе СКА в РХЛ, проведя против новокузнецкого металлурга (3:1) единственный матч в сезоне. Перед сезоном 1998/99 новый тренер СКА Николай Маслов вызвал Гостева в команду, отметив его отменные физические данные. Гостев провёл 9 игр на первом этапе Суперлиги и семь — в переходном турнире. Последний профессиональный клуб — «Спартак» СПб (1999/2000).